# Fast as a Shark
«Fast as a Shark» es una canción de la banda alemana de heavy metal Accept, publicada como el primer sencillo del disco Restless and Wild en 1982 por Brain Records para el mercado europeo y por el sello Portrait para los Estados Unidos. Tras su lanzamiento se convirtió en uno de sus temas más conocidos y recibió muy buenas reseñas de la crítica, quienes la consideran como uno de los principales temas del speed metal y un claro ejemplo del proto-thrash metal. Adicional a ello, el crítico canadiense Martin Popoff lo posicionó en el puesto 33 en su libro Las 500 canciones del heavy metal de todos los tiempos.

## Antecedentes
«Fast as a Shark» es conocida mayormente por el rápido doble bombo interpretado por el baterista Stefan Kaufmann, que lo posiciona como uno de los temas principales del llamado speed metal. De acuerdo con la página web de Wolf Hoffmann, la canción fue ideada por Kaufmann para demostrar su talento y lo que podía hacer. De igual manera, el mismo Hoffmann comentó que no tiene idea de que podría significar su letra.
Por otro lado, su introducción posee un pequeño fragmento de la canción tradicional alemana «Ein Heller und ein Batzen», cuya idea se generó porque el productor Dieter Dierks —dueño del estudio donde se grabó el disco— comenzó a cantarla mientras iniciaban las grabaciones. Es por ello que algunos críticos estiman que se agregó como una broma interna más que crear un contraste con el sonido heavy metal del tema.

## Versiones y otras apariciones
Con el pasar de los años ha sido versionada por otros artistas, ya sea para sus propias producciones o en conciertos en vivo, como Helloween, Witchery, Rage, Holy Grail y Steel Prophet, entre otros. Por su parte, también se ha incluido en otros medios audiovisuales como en las películas Demonios y People Like Us, y en el videojuego Brütal Legend.

## Lista de canciones
| N.º | Título            | Escritor(es)                              | Duración |  |
| 1.  | «Fast as a Shark» | Dirkschneider, Hoffmann, Baltes, Kaufmann | 3:48     |  |
| 2.  | «Get Ready»       | Robert A. Smith-Diesel, Accept            | 3:49     |  |

## Músicos
- Udo Dirkschneider: voz
- Wolf Hoffmann: guitarra eléctrica
- Herman Frank: guitarra eléctrica (acreditado, pero no formó parte de las grabaciones)
- Peter Baltes: bajo
- Stefan Kaufmann: batería